# Perdidos de Amor
Perdidos de Amor é uma telenovela brasileira produzida e exibida pela Band entre 28 de outubro de 1996 e 6 de junho de 1997, em 160 capítulos, substituindo O Campeão e sendo substituída pela venezuelana Maria Celeste. Foi escrita por Ana Maria Moretzsohn, com colaboração de Maria Cláudia Oliveira, Daisy Chaves e Vera Villar, com direção de José Carlos Pieri e Mauro Farias e direção geral de Márcio Waismann.
Conta com Christine Fernandes, Cláudio Lins, Lugui Palhares, Lucinha Lins, Jonas Bloch, Edney Giovenazzi, Sônia Clara e Totia Meirelles nos papéis principais.

## Enredo
No Leblon, os falidos Fabiano e Eleonora vêem a chance de dar a volta por cima casando a filha Maria Luísa com o milionário Pedro Henrique, porém ela se apaixona por Rodrigo, moço da Baixada Fluminense que está vencendo na vida por conta própria ao expandir a metalúrgica da família, tendo que enfrentar as armações dos pais dela. Irmã de Rodrigo, Sofia é uma emergente cômica e cafona, que conta com a ajuda de Lali para tentar ser refinada, nem percebendo que o marido Waldemar tem um caso com Gigi. Já Lali sonha com um homem culto e romântico, mas acaba vivendo uma cômica relação de amor e ódio com o grosseirão Quintino.
A arrogante Ângela, mãe de Pedro Henrique, vive manipulando o filho e trava uma guerra com o ex-marido Olavo, especialmente quando ele se envolve com a golpista Vivian. Ainda há Jéssica, uma jornalista que publica as falcatruas da família de Pedro Henrique; a tímida Tony e sua paixão secreta pelo surfista Danton; Nicole, que é traída pelo namorado Billy e não nota os sentimentos do amigo Guilherme; e Cícero, amigo de Pedro Henrique infiltrado na empresa de Rodrigo.

## Elenco
| Ator                | Personagem                        |
| ------------------- | --------------------------------- |
| Christine Fernandes | Maria Luísa de Albuquerque Caldas |
| Cláudio Lins        | Rodrigo Cruz                      |
| Lugui Palhares      | Pedro Henrique Oliveira Andrade   |
| Lucinha Lins        | Lali Massini                      |
| Jonas Bloch         | Quintino Cruz                     |
| Edney Giovenazzi    | Fabiano de Albuquerque Caldas     |
| Sônia Clara         | Eleonora de Albuquerque Caldas    |
| Totia Meirelles     | Sofia Cruz                        |
| Paulo Guarnieri     | Waldemar Cruz                     |
| Paulo Figueiredo    | Olavo Oliveira Andrade            |
| Esther Góes         | Ângela Oliveira Andrade           |
| Paula Burlamaqui    | Vivian Lemos                      |
| Carmo Dalla Vecchia | Dalton                            |
| Miriam Freeland     | Antônia                           |
| Carol Machado       | Jéssica Seabra                    |
| Thiago Fragoso      | Guilherme de Albuquerque Caldas   |
| Dani Valente        | Nicole Massini                    |
| Carlos Thiré        | Billy Alvarenga III               |
| Jorge Pontual       | Cícero Montecarlo                 |
| Lyla Collares       | Tiana Grenville                   |
| Lu Mendonça         | Gigi                              |
| Suzana Faini        | Amélia                            |
| Lafayette Galvão    | Isidoro                           |
| Diogo Infante       | Dr. Fernando                      |
| Marcela Leal        | Josefina                          |
| Babi Xavier         | Ívea                              |
| Fernanda Badauê     | Karina                            |
| Cristina Carvalhal  | Ceuzinha                          |
| Cadú Favero         | Xande                             |
| Zeca Carvalho       | André                             |
| Júlia Carrera       | Zeli                              |
| Cecília Rangel      | Zulmira                           |
| Alan Pontes         | Huguinho Cruz                     |
| Camila Farias       | Zezinha Cruz                      |
| Ricardo Bruno       | Luisinho Cruz                     |

### Participações especiais
| Ator            | Personagem |
| --------------- | ---------- |
| Carlos Arruza   | Arthur     |
| Edmundo Lippi   | Soares     |
| Shirley Miranda | Tânia      |
| Angélica Jardim | Verônica   |
| Mônica Montes   | Denise     |

## Trilha sonora

### Nacional
1. A Hora da Estrela - Lobão (tema de Maria Luísa)
2. Beija-Flor - Marina Lima
3. Eu Não Vou Dizer Nada - Titãs
4. Péssima - Nanda Rossi
5. Dinheiro - Viper
6. Mulher - Nocaute
7. Salve o Rio - Nanda Rossi
8. Fuga n.II - Mutantes
9. Tenha Calma - Djavan
10. Estava Escrito - Ângela Maria e Nana Caymmi
11. Tive Sim - Dora Vergueiro
12. Jeito Danado - Luiz Melodia
13. Tô Programado - Papo 10
14. Se Eu Fosse - Cacá e Bruno

### Internacional
1. Lama - Noa
2. Machine Head - Bush
3. Long Tall Texan - The Beach Boys
4. Just When I Needed You Most - Dolly Parton
5. Dream a Little Dream Of Me - Louis Armstrong
6. Dedicated To The One I Love - The Mamas and The Papas (tema de Rodrigo e Maria Luísa)
7. Blue Moon - The Mavericks (tema de abertura)
8. Born To Be Wild - Steppenwolf
9. Rain And Tears - Papa Winnie
10. American Love - Sway
11. Mambo Rock - Bill Halley
12. Anxiety - Goldfinger
13. I'm Sorry - Brenda Lee
14. Nepal - Celestial